# Revolta de 19 de Julho de 1925
A Revolta de 19 de Julho de 1925, ou Revolta de Mendes Cabeçadas, foi uma tentativa de golpe militar contra o governo da Primeira República Portuguesa levado a cabo no domingo, dia 19 de Julho de 1925, por um grupo de militares, na sua maioria da Armada, liderados pelo então capitão-de-fragata José Mendes Cabeçadas. Tendo como intenções expressas "restabelecer a ordem e a disciplina" e "libertar o País dos maus políticos e suas clientelas", a intentona foi o prelúdio do Golpe de 28 de Maio de 1926 e da queda da Primeira República Portuguesa.
Por parte do Exército, a liderança da revolta cabia ao capitão Jaime Baptista, que se encontrava detido no Forte de São Julião da Barra, de onde conseguiu evadir-se e comandar o assalto ao Forte do Bom Sucesso. Mendes Cabeçadas conseguiu revoltar a guarnição do cruzador Vasco da Gama e o Batalhão de Telegrafistas ocupou o Alto da Ajuda.
Decretado o estado de sítio, a revolta foi dominada por forças fiéis ao governo, comandadas por Agatão Lança.